# Scorpaena brasiliensis
Scorpaena brasiliensis és una espècie de peix pertanyent a la família dels escorpènids.

## Descripció
- Fa 35 cm de llargària màxima (normalment, en fa 20).[5][6][7]

## Hàbitat
És un peix marí, associat als esculls de corall i de clima tropical (38°N-33°S) que viu entre 1-100 m de fondària. És comú a les badies, ports i a la plataforma continental.

## Distribució geogràfica
Es troba a l'Atlàntic occidental: des de Virgínia (els Estats Units) i el nord del Golf de Mèxic fins al Brasil. És absent de Bermuda.

## Observacions
És verinós per als humans i es comercialitza com a peix d'aquari a Ceará (Brasil).